# St Albans Dinamo SC
St Albans Dinamo SC je nogometni klub iz St. Albansa (melbournsko predgrađe) u Australiji. Domaće utakmice igra na igralištu Churchill Reserve.

## Povijest
Osnovali su ga australski hrvatski iseljenici. Osnovan je 1975. godine pod imenom - Dinamo, što je ostalo danas klupskim nadimkom. 1982. godine klub je preuzeo St. Albans Saints Soccer Club, koji je bio u bankrotu. 

## Klupski uspjesi
- Prvaci Premijer lige savezne države Viktorije - 1998.
- Doprvaci Premijer lige savezne države Viktorije - 1998.
- 1. Divizija Viktorije - 2009., 2010.
- 2. Divizija Viktorije - Champions 1983.
- Australsko-hrvatski nogometni turnir - 1983., 1985., 1990., 1991., 1998., 2000., 2008.

## Poveznice
- Hrvati u Australiji
- Australsko-hrvatski nogometni turnir